# Caffè Pedrocchi

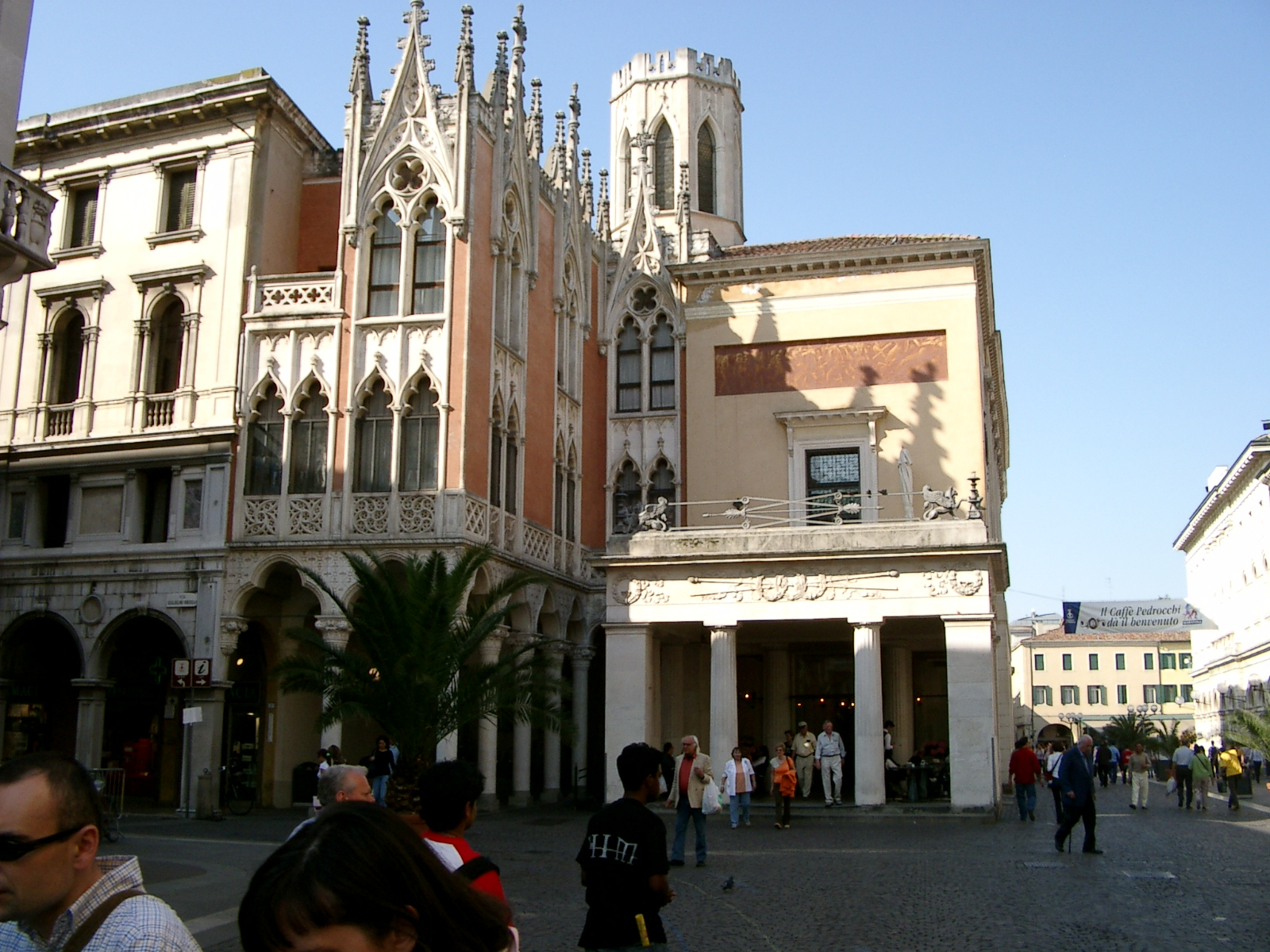
Historická kavárna Caffè Pedrocchi: pohled na jižní stranu s novogotickým portikem.

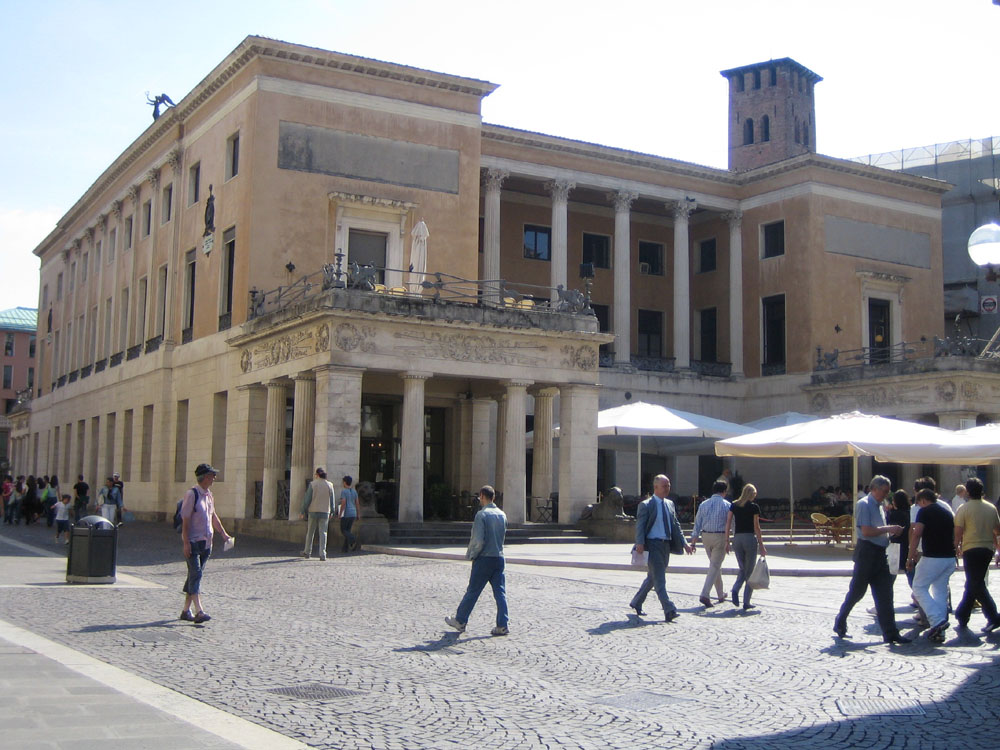
Pohled od severozápadu.

Kavárna Caffè Pedrocchi se nachází v centru Padovy a je historickou kavárnou s mezinárodním renomé. Byla otevřena ve dne i v noci až do roku 1916, a proto se jí také říká "kavárna bez dveří", a po více než sto let byla prestižním místem setkávání, kam chodili intelektuálové, studenti, akademici a politici. Zranění univerzitního studenta v kavárně 8. února 1848 vyvolalo povstání italského Risorgimenta; dodnes tuto epizodu připomíná oficiální univerzitní hymna Di canti di gioia.

## Historie
Mezi 18. a 19. stoletím se také v Itálii rozšířila konzumace kávy a ustálila se tradice kavárny jako měšťanského kruhu a otevřeného místa setkávání, na rozdíl od soukromého rozměru šlechtických salonů. V Padově se díky přítomnosti více než tří tisíc studentů, obchodníků a vojenského personálu tento typ činnosti rozvíjel více než v jiných městských centrech.
V této souvislosti si v roce 1772 bergamský rodák Francesco Pedrocchi otevřel úspěšnou "kavárnu" na strategickém místě Padovy, kousek od Padovské univerzity, radnice, trhů, divadla a náměstí Piazza dei Noli (dnes Piazza Garibaldi), odkud odjížděly dostavníky do okolních měst, a pošty (dnes banka).

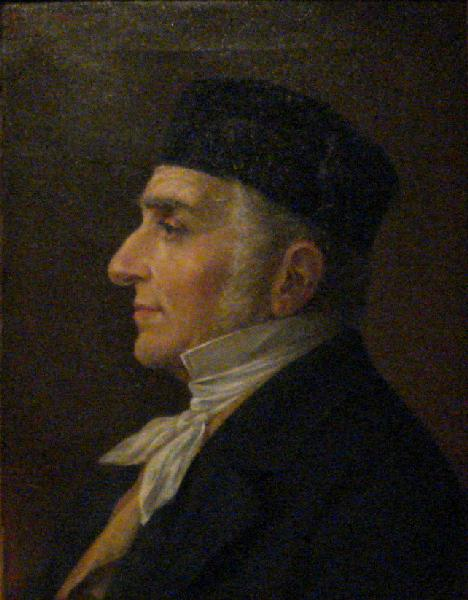
Portrét Antonia Pedrocchiho, Achille Astolfi, Museo del Risorgimento e dell'età contemporanea, Padova.

Jeho syn Antonio, který v roce 1800 zdědil otcovu prosperující firmu, okamžitě prokázal podnikatelské schopnosti, když se rozhodl investovat zisk do koupě sousedních prostor a zhruba za 20 let se stal majitelem celého bloku, zhruba trojúhelníkového prostoru ohraničeného na východě ulicí Via della Garzeria (dnes Via VIII Febbraio), na západě ulicí Via della Pescheria Vecchia (dnes Vicolo Pedrocchi) a na severu Oratoriem di San Giobbe (dnes Piazzetta Pedrocchi).
Dne 16. srpna 1826 předložil Antonio Pedrocchi městským úřadům projekt na výstavbu podniku, který zahrnoval prostory pro pražení, přípravu kávy, "skladování ledu" a podávání nápojů. Před touto stavbou pověřil Pedrocchi jiného technika, Giuseppe Bisacco, demolicí celého bloku a výstavbou budovy, ale protože nebyl s výsledkem spokojen, požádal Giuseppe Jappelliho, inženýra a architekta evropského věhlasu a předního člena městské buržoazie, který kavárnu navštěvoval, aby komplex přepracoval a dal mu elegantní a jedinečný vzhled.
Navzdory obtížím způsobeným nutností navrhovat na nepravidelném půdorysu a koordinovat prostorově odlišné fasády se Jappellimu podařilo navrhnout eklektickou budovu, která našla svou jednotu v neoklasicistním uspořádání. Významný Benátčan chtěl přenést svou světskou a osvícenskou vizi společnosti do architektury a vytvořil něco, co se později stalo jednou ze symbolických staveb města Padova.
Přízemí bylo dokončeno v roce 1831, zatímco v roce 1839 byla postavena novogotická přístavba známá jako "Pedrocchino", v níž sídlí cukrárna. U příležitosti "4. kongresu italských vědců" (událost s příznačným názvem, vzhledem k tomu, že Padova byla stále pod habsburskou nadvládou) byly v roce 1842 slavnostně otevřeny místnosti v horním patře. Podle historizujícího vkusu té doby byly vyzdobeny v různých stylech a vytvářely svéráznou cestu civilizacemi lidstva.
Při jejich realizaci Jappelli využil spolupráce veronského inženýra Bartolomea Franceschiniho a mnoha dekoratérů, včetně Římana Giuseppe Petrelliho, kterému vděčíme za odlití balustrád teras s gryfy a čtyř lvů inspirovaných těmi na Kapitolu, bellunský Giovanni De Min, autor řecké místnosti, Ippolito Caffi, autor římské místnosti, a Pietro Paoletti, autor pompejské (neboli herkulánské) místnosti, paduánský Vincenzo Gazzotto, autor malby na stropě renesanční místnosti.
Místnosti v horním patře sloužily k pořádání schůzí, konferencí, večírků a výstav a byly poskytovány veřejným i soukromým sdružením, která zde mohla pořádat různé akce.
Antonio Pedrocchi zemřel 22. ledna 1852. V touze přenechat vedení své kavárny důvěryhodné osobě přijal Domenica Cappellata, syna jednoho ze svých učňů, který se po smrti svého domnělého otce zavázal zajistit kontinuitu zděděného podniku a zároveň předat vedení jednotlivých částí podniku.

Když Cappellato v roce 1891 zemřel, přešla kavárna na město Padova. V závěti sepsané o několik měsíců dříve odkázal Cappellato podnik svým spoluobčanům:
"Slavnostně a nezrušitelně se zavazuji padovské obci, že vedle majetku zachovám na věčné časy i užívání továrny v jejím současném stavu, přičemž se budu snažit podporovat a rozvíjet všechna ta zlepšení, která přinese pokrok doby, přivést ji na jejich úroveň a nic nevynechat, aby si udržela své prvenství v Itálii."

(Ze závěti Domenica Cappellata Pedrocchiho)

### Úpadek

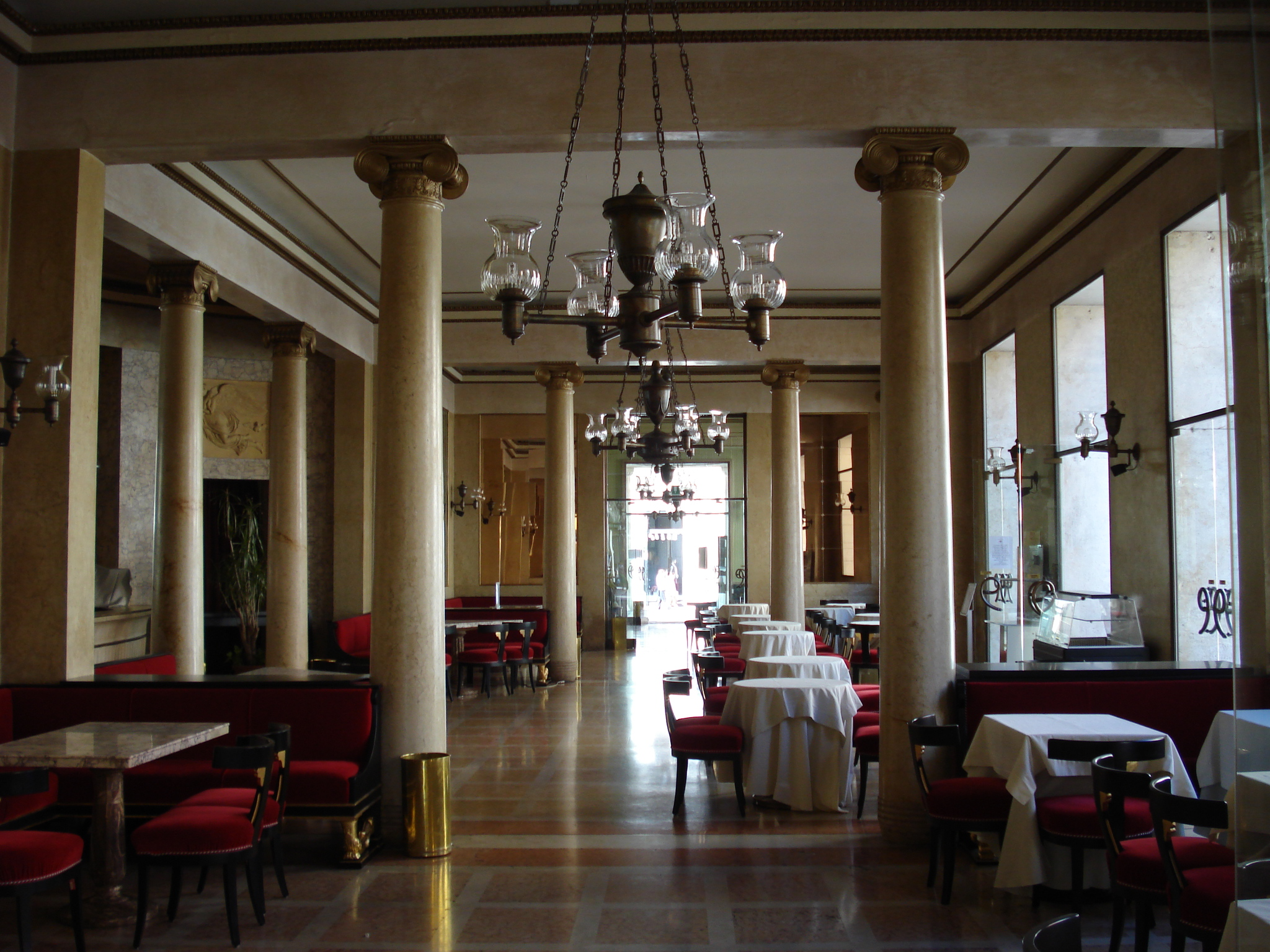
Pohled do Červeného pokoje v přízemí kavárny.

Až do roku 1916 byla kavárna otevřena ve dne i v noci (říkalo se jí "kavárna bez dveří"). V letech 1915-1924 došlo k nevyhnutelnému úpadku kavárny v důsledku obtíží způsobených první světovou válkou. V posledně uvedeném roce byly zahájeny restaurátorské práce na "Pedrocchino", které trvaly až do roku 1927. V následujících letech se bohužel ztratila velká část původního vybavení, které navrhl sám Jappelli, a během fašistické éry bylo postupně nahrazeno.
Po druhé světové válce, kdy projekt architekta Angela Pisaniho zvítězil nad projektem Carla Scarpy, který městská správa nikdy nevzala v potaz, byl zahájen nový projekt obnovy, který nově vymezil místnosti směřující do zadní uličky, přeměnil tutéž uličku na galerii pokrytou skleněnými kvádry a získal několik obchodů, veřejnou telefonní budku a bronzovou fontánu tím, že vypustil část cukrárny, Restaurace a zboural Biliardový sál.
Navzdory protestům mnoha občanů a nesouhlasu Úřadu pro památky a výtvarné umění byl historický mramorový pult nahrazen pultem v moderním stylu, je instalována neonová světelná fontána a mapy v centrální hale, které se vyznačují převráceným zobrazením světových stran (zajímavé je, že jih je zobrazen nahoře), jsou nahrazeny zrcadly.
Po velkou část 80. a 90. let 20. století zůstala kavárna Pedrocchi uzavřena kvůli potížím mezi majiteli a obcí; v roce 1994 bylo konečně rozhodnuto o obnově prostor a architekt Umberto Riva a spolupracovníci M. Macchietto, P. Bovini a M. Manfredi dostali za úkol napravit škody způsobené ničivým zásahem Pisaniho v 50. letech 20. století a navrátit prostorám historické kavárny jejich někdejší slávu.
Po dokončení první části prací byla kavárna 22. prosince 1998 vrácena občanům Padovy.

## Architektura
Caffè Pedrocchi má podobu budovy se zhruba trojúhelníkovým půdorysem, srovnatelným s cembalem. Hlavní průčelí má vysokou podezdívku z hladkého jasanu, směřuje k východu a rozvíjí se podél ulice Via VIII Febbraio; z ní vycházejí tři hlavní místnosti v přízemí: Sala Bianca (Bílý pokoj), Sala Rossa (Červený pokoj) a Sala Verde (Zelený pokoj), pojmenované podle barvy tapiserií zhotovených po sjednocení Itálie v roce 1861.
Červený pokoj je centrální, rozdělený na tři prostory, je největší a v současné době je v něm restaurován mramorový žlábkovaný pult podle Jappelliho návrhu. Zelený pokoj, charakteristický velkým zrcadlem umístěným nad krbem, byl tradičně určen pro ty, kteří chtěli posedět a číst si noviny, aniž by museli jíst. Byl proto oblíbeným útočištěm penzistů a v Padově se tento zvyk odvozuje od výrazu "essere al verde" ("být na mizině", doslova však "být nazeleno"). V Sala Bianca s výhledem na Palazzo del Bo je v jedné stěně zachována díra po kulce, kterou v roce 1848 vystřelili rakousko-uherští vojáci proti studentům bouřícím se proti habsburské nadvládě. Je také známá jako místo, které si Stendhal vybral pro svůj román "Kartouza parmská". Přízemí doplňuje Sala Ottagona (Osmiúhelníkový pokoj) neboli Sala della Borsa s nepříliš vytříbeným vybavením, původně určená pro obchodní jednání.
Na jihu kavárna končí lodžií podepřenou dórskými sloupy a lemovanou novogotickým tělesem tzv. "Pedrocchino". Ten tvoří věžička s osmibokou základnou, která je díky oknům na každé straně zdrojem světla. Kromě toho se uvnitř nachází točité schodiště. Na severní straně se nacházejí dvě lodžie ve stejném stylu a před nimi čtyři kamenní lvi vytesaní Petrellim, kteří napodobují ty čedičové, jež zdobí kordon na Kapitolu v Římě.
Mezi dvěma lodžiemi na severní straně je terasa lemovaná korintskými sloupy.
Horní patro neboli "piano nobile" je rozděleno na deset pokojů, z nichž každý je zařízen v jiném stylu:
1. etruský
2. řecký
3. římský: vyznačuje se kruhovým půdorysem;
4. barokní šatna
5. renesanční
6. goticko-středověký
7. herkulánský či pompejský: typické jsou dekorace připomínající římské vily;
8. Rossiniho: je to největší místnost, ve skutečnosti reprodukuje stejný plán červené místnosti v přízemí. V této místnosti věnované Rossinimu a Napoleonovi můžeme pozorovat štuky s hudebním námětem, které symbolicky představují jejich zamýšlené použití.
9. Moresca: velmi malá;
10. egyptský: ve čtyřech rozích místnosti najdeme podstavce, které podporují falešné kladí, a různé atributy, které nás odkazují na egyptskou kulturu.

Klíčem k interpretaci tohoto dekorativního aparátu může být romantické nostalgické oživení stylů minulosti. Není však vyloučen ani esoterický či zednářský klíč (Jappelli byl svobodný zednář). Egyptské symboly předcházejí Champollionovu rozluštění hieroglyfického písma a jsou spíše poctou velkému padovskému badateli Giovannimu Battistovi Belzonimu, který objevil četné egyptské památky a o němž měl Jappelli přímé znalosti.

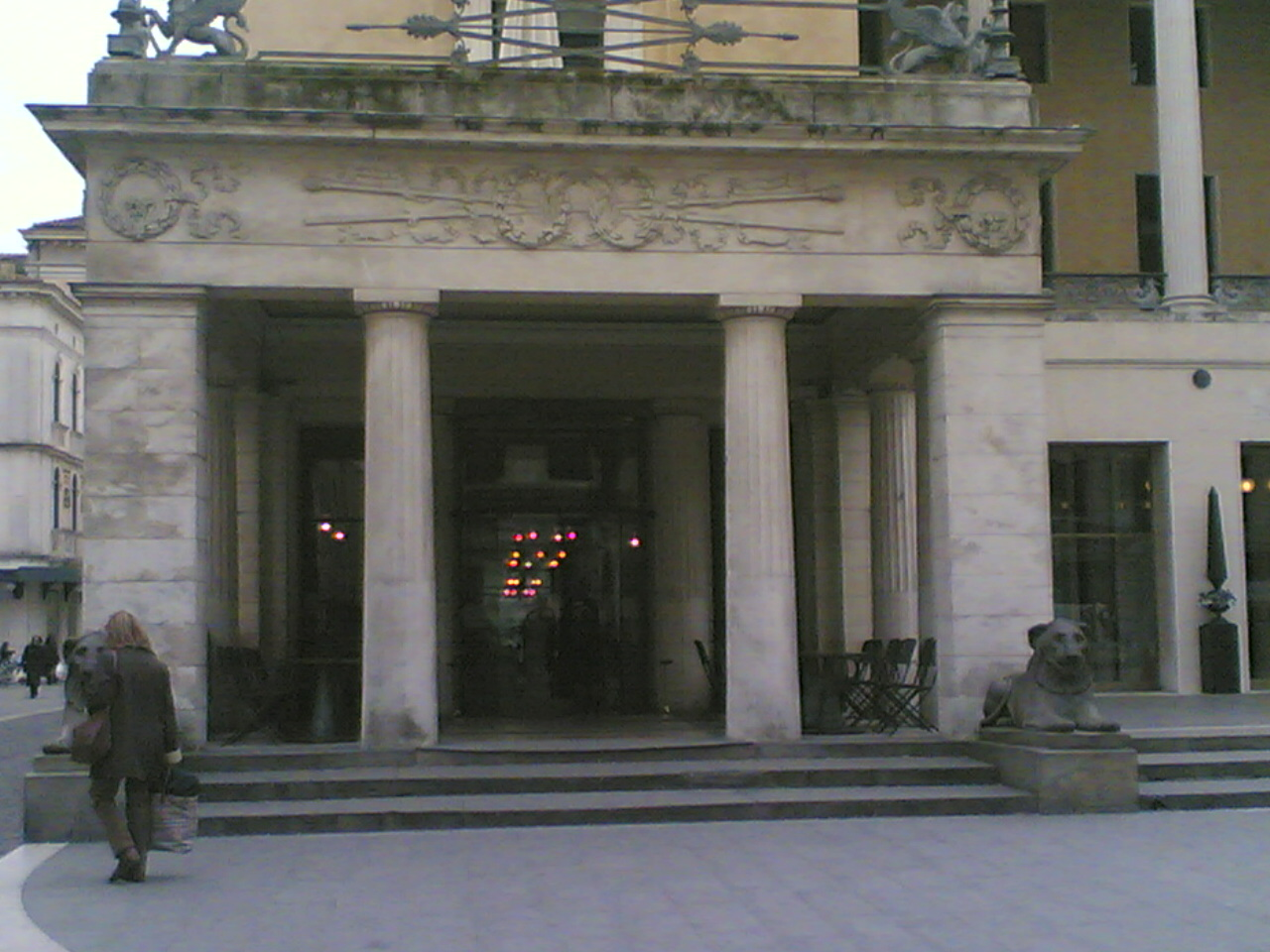
Jedna ze dvou severních lodžií kavárny Caffè Pedrocchi.

V hlavním patře budovy se nachází Muzeum Risorgimenta a novověku, kde jsou mimo jiné vystaveny portréty zakladatele Antonia Pedrocchiho a jeho nástupce Domenica Cappellata Pedrocchiho, jejichž autorem je Achille Astolfi.